# Беккер, Борис
Бори́с Франц Бе́ккер (нем. Boris Franz Becker; род. 22 ноября 1967; Лаймен, ФРГ) — немецкий теннисист, бывшая первая ракетка мира в одиночном разряде. Победитель шести турниров Большого шлема, двукратный обладатель Кубка Дэвиса, олимпийский чемпион 1992 года в парном разряде. В 2003 году избран в Международный зал теннисной славы.
В 1985 году стал самым юным победителем Уимблдонского турнира (17 лет). С этого момента и до конца карьеры Беккер всегда находился под пристальным вниманием прессы и болельщиков. Этому способствовали его взрывной характер, любовные похождения и харизма. В отличие от соотечественницы Штеффи Граф, Борис Беккер всегда был светским человеком и приветствовал ажиотаж вокруг себя.
Самым удачным для Беккера оказался 1989 год, когда он выиграл Уимблдон, Открытый чемпионат США и ещё несколько менее важных турниров. Однако в тот год Борис не стал первой ракеткой мира, хотя был провозглашён чемпионом мира. Несовершенная система подсчёта рейтинговых очков вынудила Беккера и ряд известных спортсменов бойкотировать главное агентство ATP.

## Достижения
- Олимпийский чемпион 1992 года в парном разряде (с Михаэлем Штихом),
- двукратный обладатель Кубка Дэвиса (1988, 1989),
- победитель Открытого чемпионата США (1989),
- победитель Открытого чемпионата Австралии (1991, 1996),
- победитель Уимблдонского турнира (1985, 1986, 1989) в одиночном разряде; установил рекорд Открытой Эры по числу финалов в одиночном разряде на Уимблдонском турнире — их было семь, в период 1985—1995 годов, впоследствии это достижение было повторено Питом Сампрасом и Роджером Федерером,
- четырёхкратный лауреат премии «Спортсмен года в Германии» (1985, 1986, 1989, 1990).

## Профессиональная карьера теннисиста

### Первая половина (1983—1991) — наиболее продуктивные годы
Борис Беккер дебютировал во взрослом теннисе на исходе сезона-1983, проиграв поединок первого раунда скромных по мировым меркам состязаний в Кёльне. Однако уже на следующий год, обретя профессиональный статус, он добился и своего первого чемпионского титула — на родине, в Мюнхене («BMW Open») — Борис первенствовал в парных состязаниях (партнёром был поляк Войцех Фибак).
В июне 1985 года Беккер выиграл один из старейших теннисных турниров современности: в «Куинс Клаб» (англ. Queen’s Club) — это соревнование традиционно проходит в преддверии Уимблдонского турнира. Когда же юному Беккеру удалось стать триумфатором и на кортах «Всеанглийского Клуба» (7 июля 1985-го), то выяснилось, что Борис является самым молодым за всю историю тенниса победителем турнира «Большого Шлема» в мужском одиночном разряде на тот момент. Ему было 17 лет и 7 месяцев (чуть позже Майкл Чанг выиграл «Ролан Гаррос-1989» в возрасте 17 лет и 3 месяца).
Став победителем Уимблдона, Борис Беккер, в одночасье, превратился в «звезду» мирового уровня и, параллельно, в героя светских хроник.
Уже в следующем сезоне он успешно защитил титул Уимблдонского чемпиона, переиграв в финальном поединке лидера мирового тенниса — Ивана Лендла. И в том же году, постепенно обретая опыт и начиная ставить перед собой всё более сложные задачи, Беккер добрался до второго места в рейтинге АТП, став самым юным теннисистом из всех, когда-либо оказывавшихся на второй строчке одиночного рейтинга. По длительности пребывания на ней немец установил рекорд, который сумел превзойти лишь Рафаэль Надаль.
Выступая за сборную страны в Кубке Дэвиса, Борис долгое время оставался единоличным лидером команды. И одним из моментов ярчайшего проявления его лидерских качеств стал поединок плей-офф Мировой группы 1987 года. Тогда, потерпев неудачу в стартовом раунде, своё право на место среди сильнейших, западногерманской сборной пришлось отстаивать в гостях у самой титулованной команды розыгрыша. А изюминкой командного противостояния США-ФРГ оказалась встреча «первых номеров»: Джон Макинрой — Борис Беккер. Тот матч, завершившийся победой немецкого теннисиста (4-6, 15-13, 8-10, 6-2, 6-2), стал одним из наиболее длительных в истории тенниса: он продолжался 6 часов и 22 минуты, повторив кубковый рекорд 1982 года.
Тогда же, в 1987-м, началась и его беспроигрышная серия в одиночных матчах Кубка Дэвиса: за неполных три сезона (с августа-87 по декабрь-89), Борис провёл в составе национальной сборной подряд девять командных поединков, в которых выиграл все 15 встреч одиночного разряда. До знаменитой рекордной серии Бьорна Борга из 33-х кряду выигранных одиночных матчей за сборную, немецкому теннисисту было далеко, однако два чемпионских титула в престижном турнире своей команде Беккер принёс. Вдобавок, установив национальное достижение, непревзойдённое и до сих пор.
Регулярно сталкиваясь с лучшими игроками Швеции тех лет — Стефаном Эдбергом и Матсом Виландером — в решающих матчах крупнейших профессиональных турниров, Борис Беккер, затем, уже в качестве лидера сборной, обыгрывал скандинавских оппонентов в финалах Кубка Дэвиса 1988 и 1989 годов. И даже в проигранном немцами финале-1985 первый номер сборной ФРГ сумел переиграть обоих: и Виландера, и Эдберга — в одиночных матчах.
Противостояние «Беккер-Эдберг» было противоборством характеров, протекавшее на фоне борьбы за лидерство в мировом рейтинге. Немец со шведом 35 раз встречались в рамках официальных соревнований, и 25 матчей завершились победой Бориса Беккера. Наибольшим накалом отличались их поединки в решающих стадиях важнейших турниров, например, в целой серии встреч в финалах Уимблдонского турнира, с 1988 по 1990 год. Две из них остались за шведом: в 1988 (4:6, 7:6, 6:4, 6:2) и 1990 (6:2, 6:2, 3:6, 3:6, 6:4), в финале 1989 года победу праздновал Борис Беккер (6:0, 7:6, 6:4).
В этой погоне за лидерством, переломным для Беккера стал сезон 1989 года. Если прежде немецкий теннисист держался в первой десятке рейтинга АТП за счёт большого числа успешно сыгранных соревнований не самого высокого ранга, то, именно в 1989, он разрушил эту тенденцию, начав стабильно доходить до финалов и побеждать в них на крупнейших турнирах. В тот год, вернув себе уимблдонскую «корону», Борис первенствовал ещё и на Открытом чемпионате США, впервые став победителем ТБШ не на травяном покрытии и впервые переиграв Ивана Лендла (7:6, 1:6, 6:3, 7:6).
Однако в силу несовершенства тогдашней системы начисления рейтинговых очков, добраться до вершины теннисного Олимпа в сезоне-1989 Беккеру не удалось. Немцу пришлось довольствоваться почётным званием «Игрок года». Тогда же достиг своего завершения конфликт между теннисистами, организаторами турниров и спортивными функционерами, приведший в итоге к возникновению АТП-Тура (1990).
Будучи одним из инициаторов его создания, Борис Беккер активно вступил в борьбу за первенство, уже по новым правилам, и проиграл. Прежний лидер — Иван Лендл пропустил часть сезона из-за травм, и не мог сопротивляться давлению со стороны более молодых конкурентов. Не сумев защитить много очков в рейтинге, к лету 1990 года, он был вынужден отступить с первого места.
Имя нового лидера мирового рейтинга, как выяснится впоследствии, определялось в финале Уимблдонского турнира: упорнейший пятисетовый поединок Стефана Эдберга и Бориса Беккера остался за шведом, который уверенно защищал своё первое место до конца сезона. Несмотря на это, немецкий теннисист, начиная с августа, выдал впечатляющую серию успешных выступлений на крупных соревнованиях. Семь турниров подряд он покидал не раньше полуфинала: победы в Индианаполисе, Сиднее и Стокгольме, финалы в Токио и Париже, полуфиналы на Открытом чемпионате США и Чемпионате мира АТП (итоговом турнире сезона).
И тем не менее, все они сыграют свою роль уже вскоре. Когда на старте сезона-1991, Борис Беккер станет триумфатором «Австралиан Оупен» (переиграв в финале Ивана Лендла: 1:6, 6:4, 6:4, 6:4) и, как итог, 28 января 1991 года поднимется на верхнюю строчку рейтинга АТП.

#### 1991 год: первая ракетка мира
Впрочем, очкового запаса прошлогодних побед хватило ненадолго и уже весенний «мастерс» в Майами Беккер играл вторым «сеяным». А до того, в ранге первой ракетки мира, он успел провести лишь один турнир под эгидой АТП: в Брюсселе, дойдя до полуфинала, Беккер снялся с матча против Андрея Черкасова. На этот же период приходится и его возвращение в национальную сборную. Пропустив предыдущий кубковый сезон, в 1991-м Беккер вполне успешно вернулся, выиграв по две «одиночки» в командных матчах первого и второго раундов Кубка Дэвиса, соответственно, против Италии и Аргентины.
Однако в целом, сезон 1991 года получился весьма противоречивым. Поскольку, между двумя трудными и важными достижениями пролегла целая пропасть, длиною почти в десять месяцев, без турнирных побед. Переиграв Лендла в Австралии, и став первой ракеткой мира в самом начале сезона, Борис Беккер за год провёл на «троне», в общей сложности, 12 недель. Не выиграв за это время ни одного турнира, и снова уступив лидерскую позицию на финише Стефану Эдбергу.
И если со шведом Борису, тогда же, в конце сезона, удалось поквитаться: нанеся ему второе кряду поражение в финале стокгольмского «мастерса» (3:6, 6:4, 1:6, 6:2, 6:2), то исход встреч с более молодыми конкурентами оказался неутешителен. В 1991 закончился контракт Беккера с его тренером Бобом Бреттом, который работал с ним с 1987 года. Под руководством австралийского наставника немец завоевал 18 титулов. В середине сезона, демонстрируя отличную игру, Беккер стабильно доходил до решающих стадий крупных соревнований, где неизменно уступал представителям нового поколения теннисистов. Так, финальный поединок турнира серии «Мастерс» в Монте-Карло он проиграл (7:5, 4:6, 6:7, 6:7) будущему «грунтовому королю» Серхио Бругере, а в полуфинале «Ролан Гаррос» его остановил набирающий ход Андре Агасси (5:7, 3:6, 6:3, 1:6).
Досадная неудача поджидала Бориса Беккера в финале Уимблдонского турнира 1991 года: он проиграл его своему соотечественнику Михаэлю Штиху (4:6, 6:7, 4:6), с которым отныне предстояло соперничать ещё и за статус лидера национальной сборной. Также Беккер оступился в решающем матче турнира АТП в Индианаполисе («Indianapolis Tennis Championships»), потерпев поражение от будущего уимблдонского рекордсмена Пита Сампраса (6:7, 6:3, 3:6).

### Вторая половина (1992—1999) — завершающий этап карьеры

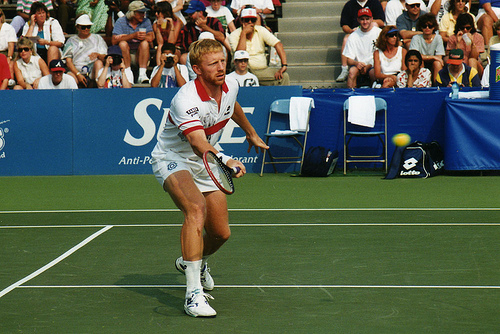
Борис Беккер в игре (1994)

В 1992 году, Борис Беккер, впервые за последние несколько лет, не вёл непосредственной борьбы за первое место рейтинга — на вторые роли его оттеснила подросшая молодёжь. Один за одним, его обходили, сначала Джим Курье, затем Пит Сампрас и Михаэль Штих. А к концу сезона, выше Беккера в рейтинге оказались и теннисисты классом явно уступавшие немцу — Горан Иванишевич, Майкл Чанг и Петр Корда.
Американца Джима Курье, он переиграл в головокружительном финале бельгийского турнира (февраль 1992-го): 6:7, 2:6, 7:6, 7:6, 7:5. И там же, в Брюсселе, составив дуэт с неувядающим ветераном Джоном Макинроем, немецкий теннисист завоевал чемпионский титул в парном разряде.
Но самый убедительный реванш у нового поколения, Борис Беккер взял под занавес сезона. У себя на родине — во Франкфурте, он выиграл Чемпионат мира АТП, снова одолев первую ракетку мира — Джима Курье — в финальном поединке: 6:4, 6:3, 7:5. А в полуфинале был повержен четвёртый номер рейтинга хорват Горан Иванишевич (4:6, 6:4, 7:6).
Эту же пару соперников Беккер обыграл двумя неделями ранее, на пути к единственному в 1992-м одиночному титулу на этапах серии «Мастерс» (Париж, ноябрь). В четвертьфинале парижского турнира, он выбил из розыгрыша Курье, а в полуфинале — Иванишевича. Причём, и того, и другого — в двух партиях. Финал с представителем хозяев — Ги Форже, оказался более упорным: 7:6, 6:3, 3:6, 6:3.
Ещё одним ярким эпизодом сезона 1992 года, стали для Бориса Беккера Олимпийские игры в Барселоне. Ради успешного выступления в них пришлось отложить в сторону внутрикомандные дрязги, и выступить в паре с одним из своих принципиальных конкурентов — Михаэлем Штихом. В первом же совместном выступлении они одержали победу на турнире «Мастерс» в Монте-Карло. А летом, на Олимпиаде, сенсационно завоевали золотые медали, переиграв в решающем матче южноафриканский тандем Уэйн Феррейра/Пит Норвал: 7:6, 4:6, 7:6, 6:3.
К 1993 году достигло критической точки отрицательное влияние жизненных обстоятельств: роман с Барбарой Фелтус, конфликт в семье (прежде всего, с родным отцом), серьёзные претензии со стороны немецкой налоговой службы, вылившиеся в затяжной судебный процесс. Всё это, привело теннисиста к игровому кризису. Если в 1991-м, Борис Беккер стал первой ракеткой мира, то уже к концу 1992-го он балансировал на грани вылета из Топ-10, а в 1993-м, и вовсе, финишировал одиннадцатым.
Начав сезон с побед на турнирах в Дохе («Qatar Open») и Милане (англ. Milan Indoor), Беккер затем, долгих четыре месяца не мог преодолеть барьер 1/8 финала. В серии состязаний на кортах с любимым травяным покрытием, Борис в первом же четвертьфинале (в «Куинс Клаб») уступил Михаэлю Штиху. Конфликт с которым, к тому времени, приобретает скандальный оттенок, выплеснувшись на страницы немецкой прессы. Впрочем, Беккер тут же отыгрался, выйдя победителем из «немецкого дерби» в четвертьфинале Уимблдонского турнира (7:5, 6:7, 6:7, 6:2, 6:4). Однако на полуфинал против Сампраса сил уже не осталось: 6:7, 4:6, 4:6.
Бесславно закончилось в тот год и заокеанское турне Бориса Беккера. В единственном финале, до которого ему удалось добраться (Индианаполис), он уступил Джиму Курье (5:7, 3:6). И больше, до конца сезона, решающих матчей на турнирах АТП немец не играл.
Обременённый грузом далёких от спорта забот, и показывая временами мощную, но нестабильную игру, Борис Беккер всё дальше отступал в рейтинге. Однако продолжал оставаться конкурентоспособным на уровне Топ-20: в начале 1994 года он третий раз за карьеру выиграл миланский турнир. А затем, добавил к нему две победы на летней американской серии — в Лос-Анджелесе («Los Angeles Open») и Нью-Хэйвене («Pilot Pen Tennis»). Но на пути к этим трём титулам, лишь однажды Беккеру попался игрок, стоящий выше него в рейтинге — Михаэль Штих.
Это был единственный представитель первой десятки, которого Борису удалось обыграть больше двух раз, в 1994-м. С остальными фаворитами приходилось сложнее: в решающих стадиях крупных соревнований (куда немец пробивался всё реже) его как правило поджидала неудача в поединке с одним из лидеров «посева». Весной, на турнире серии «Мастерс» в Риме, дойдя до финала, он потерпел едва ли не самое крупное поражение в карьере (1:6, 2:6, 2:6) — от Сампраса. А в полуфинале Уимблдона, никаких шансов ему не оставил Горан Иванишевич (2:6, 6:7, 4:6).
На предпоследнем турнире серии «Мастерс» 1994 года — в Стокгольме, он последовательно обыграл на пути к чемпионскому титулу всю первую тройку рейтинга АТП: 3-я ракетка мира, Михаэль Штих, сложил оружие в четвертьфинале (7:6, 6:3), а Пит Сампрас — лидер мирового тенниса — сдался на полуфинальной стадии (6:4, 6:4). В финальном матче проиграл и Горан Иванишевич — второй номер рейтинга (4:6, 6:4, 6:3, 7:6).
Наградой за волю к победе стало место в восьмёрке лучших игроков сезона-1994 и возвращение Беккера на Чемпионат мира АТП, пропущенный им в прошлом году. Выступая на, фактически, «домашнем» турнире (с 1990-го итоговый чемпионат проводился в Германии) и безоговорочно поддерживаемый родными трибунами, Борис творил чудеса на корте. Данный турнир (наряду с Уимблдоном) оказался наиболее удачным для немецкого теннисиста с точки зрения количества финалов, достигнутых за карьеру — их было восемь (три чемпионских титула).
В 1994-м путь к победе преградил Пит Сампрас. Переиграв американца в матче группового раунда (7:5, 7:5), Борис в упорнейшей борьбе уступил финальную встречу (6:4, 3:6, 5:7, 4:6). В качестве компенсации, вернув себе место в первой тройке рейтинга: итоговый протокол сезона-1994 зафиксировал отставание в 12 очков от стоявшего вторым Агасси.
1995 год знаменовался для Беккера стабильностью и высококлассной игрой на протяжении всех двенадцати месяцев: из 19 личных турниров, сыгранных немцем, в 13 он проходил до 1/4 финала и выше. При этом, регулярно достигая завершающих стадий на соревнованиях. Победа в Марселе («Open 13») и финал в Милане (проигранный на тайбрейке решающего сета Евгению Кафельникову — уже игроку Топ-10). Там же — в Милане — Борис Беккер выиграл и свой последний (15-й за карьеру) чемпионский титул в парном разряде, его партнёром был француз Ги Форже.
Как всегда, самой сложной оказалась «грунтовая» часть сезона, но даже на медленных кортах немецкий теннисист находил возможность отличиться. В 1995-м, дойдя до финала турнира «Мастерс» в Монте-Карло, он в предельно эмоциональном поединке уступил (6:4, 7:5, 1:6, 6:7, 0:6) будущему триумфатору «Ролан Гаррос» — австрийцу Томасу Мустеру. Однако наибольшие ожидания болельщики связывали с травяными кортами Уимблдона, и Беккер их не подвёл. Одолев в трудном полуфинале лидера сезона — Андре Агасси (2:6, 7:6, 6:4, 7:6), он в седьмой раз за карьеру вышел в финал, установив рекорд по этому показателю среди теннисистов Открытой Эры. Но составить конкуренцию будущему рекордсмену — Питу Сампрасу, в решающем матче немец не сумел, проиграв в четырёх сетах: 7:6, 2:6, 4:6, 2:6.
Но соперничество с ведущими американскими теннисистами на этом не окончилось. В полуфинале Открытого чемпионата США, Беккера ждала ещё одна встреча с Агасси, которую первой ракетке мира удалось выиграть (7:6, 7:6, 4:6, 6:4). А с Сампрасом они разыграли первенство на заключительном этапе серии «Мастерс» в Париже, снова неудачно для Бориса: 6:7, 4:6, 4:6. Тем не менее, последнее слово в рейтинговых баталиях сезона-1995 осталось за Беккером. Ещё раз проиграв Сампрасу на групповой стадии Чемпионата мира АТП, он всё-таки пробился в финал, где переиграл другого представителя Соединённых Штатов — Майкла Чанга: 7:6, 6:0, 7:6.
Пропустив два сезона в Кубке Дэвиса из-за упоминавшегося выше внутрикомандного конфликта, он успешно возобновил своё участие в состязаниях. Выиграв три одиночных поединка в командных матчах против Хорватии и Голландии, он вместе с немецкой сборной отправился в Москву за финальной путёвкой. Однако в полуфинальном поединке с россиянами, даже его победа над Андреем Чесноковым и успех в тандеме со Штихом (в парном матче) не помогли одолеть хозяев площадки.
В 1996 году начался закат игровой карьеры Бориса Беккера. В том сезоне многое происходило в последний раз для немецкого теннисиста, на фоне участившихся поражений в стартовых раундах самых разных соревнований. На январском «Австралиан Оупен», он выиграл свой последний турнир «Большого Шлема» — опять переиграв в финале Майкла Чанга (6:2, 6:4, 2:6, 6:2). А летом, в последний раз первенствовал на травяных кортах: в «Куинс Клаб» он добыл четвёртый за карьеру одиночный титул, выиграв финал у Стефана Эдберга: 6:4, 7:6. И достойно завершив историю встреч против основного соперника в своей спортивной биографии.
В осенней части сезона, Борис Беккер добыл победы в Вене («Bank Austria Tennis Trophy») и Штутгарте (англ. en:Eurocard Open), отпраздновав последние чемпионские титулы в рейтинговых турнирах под эгидой АТП. А на итоговом Чемпионате мира, в третий раз подряд дойдя до финала, сыграл с Питом Сампрасом матч, завершение которого «утонуло» в овациях вскочившей с мест публики. Со счётом 6:3, 6:7, 6:7, 7:6, 4:6 немец уступил лидеру мирового тенниса, но сам поединок некоторыми экспертами до сих пор упоминается в числе лучших матчей за всю историю игры.
Сыграв последний для себя итоговый турнир, Беккер (также, последний раз в карьере) завершил сезон в Топ-10 рейтинга АТП — на шестом месте. Ну, а финишную черту под ярким и эмоциональным годом подвела заключительная турнирная победа Бориса в качестве профессионального теннисиста. Там же — на родине, в Германии — он выиграл «Кубок Большого Шлема», одолев в финале Горана Иванишевича (6:3, 6:4, 6:4).
Начиная с 1997-го, Борис Беккер только терял в рейтинге, отступая всё ниже. Период 1997—1999 был отмечен немногочисленными «вспышками» игровой активности: швейцарский Гштад (июль-98, «Allianz Suisse Open Gstaad»), где Беккер проиграл решающий матч (6:7, 5:7, 3:6) финалисту «Ролан Гаррос» Алексу Корретхе, или Гонконг (апрель-99, англ. Salem Open). Там, путь к победе немцу преградил выбирающийся из очередной «ямы» Андре Агасси, счёт финала 7:6, 4:6, 4:6.
Удалось Борису напомнить о себе и в матчах парного разряда. Объединившись в команду с американцем Жаном-Мишелем Гэмбиллом, он дошёл до финала турнира «Мастерс» в Майами. А завершил свои выступления в АТП-Туре немецкий теннисист, как и ожидалось, на Центральном Корте Уимблдона. В поединке четвёртого круга, уступив 3:6, 2:6, 3:6 «сеяному» вторым австралийцу Патрику Рафтеру.

### Тренерская карьера (2013—2016)
Борис Беккер вошёл в команду Новака Джоковича в конце 2013 года, когда серб уступил звание первой ракетки мира Рафаэлю Надалю. Под его руководством Джокович выиграл шесть «Шлемов», в том числе в этом году собрал карьерный Шлем, впервые выиграв «Ролан Гаррос». В декабре 2016 года Беккер перестал работать с Джоковичем.

### Факты спортивной биографии

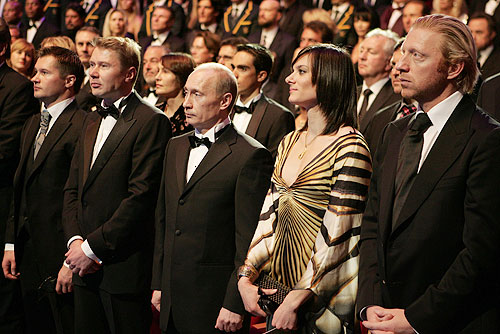
Борис Беккер на церемонии вручения наград Laureus World Sports Academy (2008)

Основой игры Бориса Беккера была сильная и точная подача, благодаря которой немец не только много выигрывал на корте, но и за его пределами именовался болельщиками множеством самых разных прозвищ и кличек. Наиболее известные из которых: «Бум-Бум» (Boom Boom) и «Бомбардировщик» (Der Bomber).
Играя, как правило, в остроатакующем стиле со стремительными выходами к сетке, Борис Беккер часто завершал свои атаки эффектными ударами с лёта в прыжке, которые стали своеобразной визитной карточкой немецкого теннисиста. Существенную роль в его игровых построениях имели, также, массивный форхенд и активный приём подачи.
Борис Беккер был одним из сильнейших игроков своего времени на площадках с «быстрыми» покрытиями. Особенно успешными были его выступления на травяных кортах и крытых аренах с искусственными (ковровыми) покрытиями, где он выиграл большую часть своих чемпионских титулов (26).
Игра на грунтовых кортах давалась немцу значительно тяжелее. На этом покрытии за всю профессиональную карьеру он не выиграл ни одного крупного турнира в одиночном разряде. И наибольшими «грунтовыми» достижениями Беккера оказались выступления за сборную: золотая медаль XXV Олимпийских игр 1992 года в Барселоне (в паре со Штихом) и две победы в Командном Кубке мира (1989 и 1998), традиционно проходящем на грунтовых площадках Дюссельдорфа.
Долгое время удерживая рекорд по количеству недель, проведённых на втором месте рейтинга АТП (ныне им владеет испанец Рафаэль Надаль), Борис Беккер продолжает оставаться обладателем другого достижения. За свою спортивную карьеру немец 19 раз (в рамках официальных соревнований) обыгрывал теннисистов, выступавших в статусе первой ракетки мира.
Ещё одно весомое достижение Бориса связано с его бойцовскими качествами. За годы своих выступлений в АТП-Туре он одержал 10 так называемых волевых побед, когда теннисист выигрывает матч (пятисетовый), в ходе которого ему пришлось отыгрываться со счёта 0-2 по сетам.
В 2008 году Борис Беккер вернулся на корт — участником состязаний среди ветеранов. Его дебют на этапах ветеранского тура (англ. en:Outback Champions Series) состоялся в октябре. Турнир под названием «Stanford Championships» (англ. en:Stanford Championships) проходил в Далласе (США).

## Выступления на командных турнирах

### Финалы командных турниров (3)

#### Победы (2)
| №  | Год  | Турнир       | Команда                                            | Соперник в финале                                      | Счёт |
| 1. | 1988 | Кубок Дэвиса | Германия Б. Беккер, Э. Елен, П. Кюнен, К. У. Штееб | Швеция М. Виландер, К. Карлссон, С. Эдберг, А. Яррид   | 4-1  |
| 2. | 1989 | Кубок Дэвиса | Германия Б. Беккер, Э. Елен, К. У. Штееб           | Швеция М. Виландер, Я. Гуннарссон, С. Эдберг, А. Яррид | 3-2  |

#### Поражения (1)
| №  | Год  | Турнир       | Команда                                 | Соперник в финале                         | Счёт |
| 1. | 1985 | Кубок Дэвиса | Германия М. Вестфал,Б. Беккер,А. Маурер | Швеция М. Виландер, С. Эдберг, Й. Нюстрём | 6-8  |

### История выступлений в одиночном разряде турниров Большого Шлема
| Турнир          | 1984 | 1985 | 1986 | 1987 | 1988 | 1989 | 1990 | 1991 | 1992 | 1993 | 1994 | 1995 | 1996 | 1997 | 1998 | 1999 | Статистика побед и поражений | Число побед |
| --------------- | ---- | ---- | ---- | ---- | ---- | ---- | ---- | ---- | ---- | ---- | ---- | ---- | ---- | ---- | ---- | ---- | ---------------------------- | ----------- |
| Australian Open | 1/4  | 1Р   | -    | 1/8  | -    | 1/8  | 1/4  | П    | 3Р   | 1Р   | -    | 1Р   | П    | 1Р   | -    | -    | 29:9                         | 2           |
| Ролан Гаррос    | -    | 2Р   | 1/4  | 1/2  | 1/8  | 1/2  | 1Р   | 1/2  | -    | 2Р   | -    | 3Р   | -    | -    | -    | -    | 26:9                         | -           |
| Уимблдон        | 3Р   | П    | П    | 2Р   | Ф    | П    | Ф    | Ф    | 1/4  | 1/2  | 1/2  | Ф    | 3Р   | 1/4  | -    | 1/8  | 71:12                        | 3           |
| US Open         | -    | 1/8  | 1/2  | 1/8  | 2Р   | П    | 1/2  | 3Р   | 1/8  | 1/8  | 1Р   | 1/2  | -    | -    | -    | -    | 37:10                        | 1           |

## Личная жизнь
В 1993 году Беккер женился на темнокожей модели Барбаре Фелтус. Та родила от него двоих сыновей до того, как в 2001 году они развелись.
В начале 2001 года гражданка России Анжела Ермакова русско-нигерийского происхождения заявила, что отцом её дочери Анны является Беккер, с которым она имела случайную сексуальную связь в 1999 году в Лондоне. На начальном этапе последовавшего судебного процесса защита Беккера утверждала, что Анжела похитила сперму Беккера посредством орального секса и оплодотворила себя искусственно без его согласия. После того, как отцовство Беккера было подтверждено ДНК-экспертизой, он отказался от всех претензий к Анжеле, признал ребёнка своим и согласился с решением суда о выплате Ермаковой денежной компенсации.

## Уголовное дело и арест
29 апреля 2022 года Бориса Беккера приговорили к двум годам и шести месяцам лишения свободы за сокрытие активов на сумму $2,5 млн. Теннисист стал банкротом из-за долгов перед финансистами Arbuthnot Latham & Co. В связи с сокращением расходов на содержание британских колоний в декабре 2022 года он был выпущен из-под стражи 15 декабря для дальнейшей депортации в Германию.